# Klassiker
Klassiker sind klassische Werke, Autoren, Topoi, Produkte. 
Als „klassisch“ im allgemeinen sprachlichen Sinne wird etwas bezeichnet, das typische Merkmale in einer als allgemeingültig akzeptierten Reinform in sich vereint und mithin als formvollendet und harmonisch gilt. Das Klassische bildet somit den zeitlosen Kontrapunkt zur zeitabhängigen Mode. Beispiel: die klassische „griechische“ Nase oder die „klassische“ Rennstrecke von 100 m. Umgangssprachlich ist es heute auch oft ein Synonym für typisch (z. B. „den klassischen Anfängerfehler machen“). In diesem Zusammenhang wird der Begriff auch gerne für bestimmte Aktionen und Ereignisse genutzt.

## Merkmale eines Klassikers
Als typische Merkmale eines Klassikers können die folgenden gelten, wobei nicht alle Merkmale zutreffen müssen, um ein Werk zu einem Klassiker zu machen:
- Lange überregionale Bekanntheit (oft auch generationsübergreifend)
- Gewisser Traditionswert
- Hoher Wiedererkennungswert
- Hohe Qualität wird zugestanden
- Innovationspotential, Neuartigkeit
- Einfluss auf die Kultur
- Zeitlosigkeit der Themen, in der Belletristik bspw. Liebe, Hass & Wut, Familie, Abenteuer, Widerstand & Anpassung

## Herkunft
Ursprünglich rührt das Wort von den Bürgern erster Klasse (classis) im alten Rom her, wo ein vermögender Bürger als classicus bezeichnet wurde. Seit dem 2. Jahrhundert wird das Wort bildlich auf hervorragende Schriftsteller angewandt (erstmals bei Aulus Gellius).

## Allgemein
Im kulturgeschichtlichen Sinne sind Klassiker Werke u. a. der Musik, der Malerei, der Filmkunst u. s. f. von überragender, allgemein anerkannter Bedeutung. Beispiele: 
- Klassiker der Malerei, z. B. Mona Lisa von Leonardo da Vinci oder die Sonnenblumen von Vincent van Gogh.
- Filmklassiker, z. B. Citizen Kane oder Vom Winde verweht
- Manga-Klassiker, z. B. Astro Boy von Osamu Tezuka oder Lady Oscar von Riyoko Ikeda.
- Zeichentrick-Klassiker, z. B. Wickie und die starken Männer, Captain Future, Heidi, Waga Seishun no Arcadia und Captain Harlock.

## Klassiker in der Literatur
Im engeren Sinne werden die antiken griechischen oder lateinischen Schriftsteller, deren Werke auch heute noch Bedeutung besitzen, als Klassiker bezeichnet. In der Literaturgeschichte sind mit „deutsche Klassiker“ die Dichter der Blütezeit der deutschen Literatur zur Zeit Goethes, Schillers und Hölderlins gemeint, im engeren Sinne als „Weimarer Klassiker“ Wieland, Herder, Goethe und Schiller. 
Als „Klassiker der Moderne“ werden Künstler bzw. deren zum allgemein anerkannten Literatur- bzw. Kunstkanon gehörende Werke jüngeren Datums bzw. der Gegenwart bezeichnet. Innerhalb der deutschen Literatur sind es die Romane Der Process, Das Schloss, Buddenbrooks, Der Zauberberg, Berlin Alexanderplatz oder Der Mann ohne Eigenschaften, unter den Gedichten die Rilkes, Benns oder Brechts.
Weiterhin James Joyce Ulysses, Louis-Ferdinand Céline Reise ans Ende der Nacht, William Faulkner Schall und Wahn oder Vladimir Nabokovs Lolita. Zu den Gegenwartsklassikern werden die Romane Homo faber und Die Blechtrommel gezählt, Theaterstücke wie Der Besuch der alten Dame und Die Physiker, sowie die Lyrik Paul Celans und Ingeborg Bachmanns.
Darüber hinaus bildeten sich in der Genreliteratur Werke, die eine größere Bekanntheit erreicht haben und innerhalb einzelner Genres zum Vorbild für nachfolgende Romane wurden. In der Kriminalliteratur sind es Romane wie Der Hund von Baskerville oder Der talentierte Mr. Ripley. Kinderbuch-Klassiker, so Pippi Langstrumpf, Emil und die Detektive oder Struwwelpeter. Während Klassiker der Hochliteratur stilistische Merkmale erfüllen müssen, z. B. die durchgängige Einhaltung des inneren Monologs in Arthur Schnitzlers Novelle Lieutenant Gustl, die letztendlich ihren Status rechtfertigen, genügen in der Genreliteratur die Bekanntheit und vor allem der Formelcharakter des Werks. 

## Klassiker in Kunst und Musik
In der Bildenden und Angewandten Kunst sowie in der Architektur umfasst die so genannte Klassische Moderne Künstler und Werke der Zwischenkriegszeit. Das bekannteste Beispiel ist die Kunst-, Design- und Architekturschule Bauhaus.
In der Musikgeschichte als Wiener Klassiker sind die in Wien zwischen ca. 1781 und 1827 wirkenden „klassischen“ Komponisten Joseph Haydn, Wolfgang Amadeus Mozart, Ludwig van Beethoven u. a. zu nennen.
Die Klassiker der Popularmusik wie Jazz, Swing, Rock oder Pop sind zum Beispiel In the Mood von Glenn Miller, Satisfaction von The Rolling Stones, Imagine von John Lennon oder Billie Jean von Michael Jackson.

## Philosophie
Klassiker der Philosophie sind z. B. Platons Dialoge oder Immanuel Kants Kritik der reinen Vernunft.

## Sozialwissenschaften
In der Soziologie sind als Klassiker z. B. Karl Marx (Das Kapital), Émile Durkheim (De la division du travail social), Vilfredo Pareto (Trattato di sociologia generale), Max Weber (Die protestantische Ethik und der Geist des Kapitalismus), Ferdinand Tönnies (Gemeinschaft und Gesellschaft) oder Georg Simmel (Philosophie des Geldes) zu nennen.
In der Volkswirtschaftslehre werden u. a. Autoren der klassischen Nationalökonomie wie bspw. Adam Smith und Joseph Schumpeter als Klassiker genannt. 
In der Betriebswirtschaftslehre gelten Werke wie Administrative Behavior (Herbert A. Simon), Toyota Production System (Taiichi Ōno) und The Practice of Management (Peter Drucker) als Klassiker.

## Forstwissenschaft
Innerhalb der Forstwissenschaft wird eine Reihe bedeutender Persönlichkeiten, die als Enzyklopädisten am Ende des 18. und zu Beginn des 19. Jahrhunderts entscheidende Beiträge zur Entwicklung und Etablierung dieser wissenschaftlichen Disziplin geleistet haben, als „forstliche Klassiker“ bezeichnet. Es sind dies Georg Ludwig Hartig, Heinrich Cotta, Friedrich Wilhelm Leopold Pfeil, Johann Christian Hundeshagen, Carl Justus Heyer und Gottlob König. Sie waren in der Lage, das gesamte forstliche Wissen ihrer Zeit zu erfassen und zu beeinflussen.

## Industrielle Produkte
Abgeleitet aus der vorgenannten Verwendung häufig auch für industrielle Produkte, die sich durch Avantgarde Design ausgezeichnet haben und (teilweise) noch heute produziert werden.
Beispiele:
- Klassiker des Automobilbaus, z. B. der Käfer, der Mini, der Porsche 911 und der Citroën DS
- Die Klassiker des Motorradbaus z. B. die Triumph Bonneville und die Honda CB 750
- Spielzeugklassiker, z. B. Lego
- Panton-Stuhl, entworfen von Verner Panton, Freischwinger Thonet S43, Le Corbusier LC2 Sessel und LC3 Sofa
- USM Haller (Regalsystem)
- Modeklassiker, z. B. „Das kleine Schwarze“
- Parfümklassiker, z. B. Chanel Nº 5
- Süßwarenklassiker, z. B. Maoam

## Klassiker im Sport
In der Sportberichterstattung besondere Ereignisse, die wegen ihrer herausragenden Stellung Berühmtheit erlangten, Beispiele:
- Im Radsport werden die berühmtesten Eintagesrennen als „(Rad-)Klassiker“ bezeichnet.
- Im Fußball wurden insbesondere Weltmeisterschafts-Spiele zu „Klassikern“ ernannt. Ähnliches gilt für legendäre Boxkämpfe, Tennis-Matches und Schach-Partien.